# Selbstporträt mit Palette (Manet)
Das Selbstporträt mit Palette (französischer Titel Autoportrait à la palette, Portrait de Manet par lui-même, en buste oder Manet à la palette) ist ein Gemälde des französischen Malers Édouard Manet. Das 83 × 67 cm große, in Öl auf Leinwand gemalte Bild schuf Manet 1879. Es gehört zum vom Impressionismus beeinflussten Spätwerk des Künstlers. Selbstporträt mit Palette ist eines der wenigen Bilder Manets, in denen er sich selbst darstellte. Als Vorbild für das Gemälde wird ein Selbstbildnis von Diego Velázquez betrachtet. Das Gemälde befindet sich in Privatbesitz.

## Bildbeschreibung

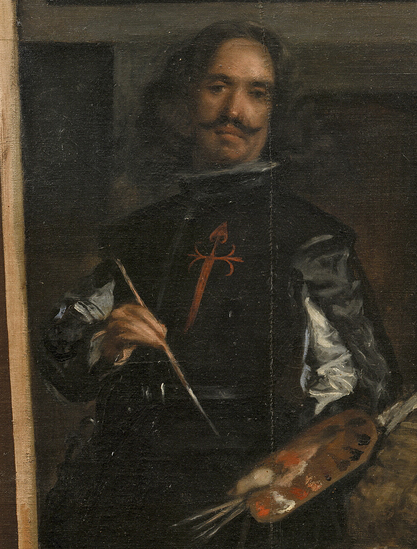
Selbstporträt von Diego Velázquez als Teil von Las Meninas, 1656

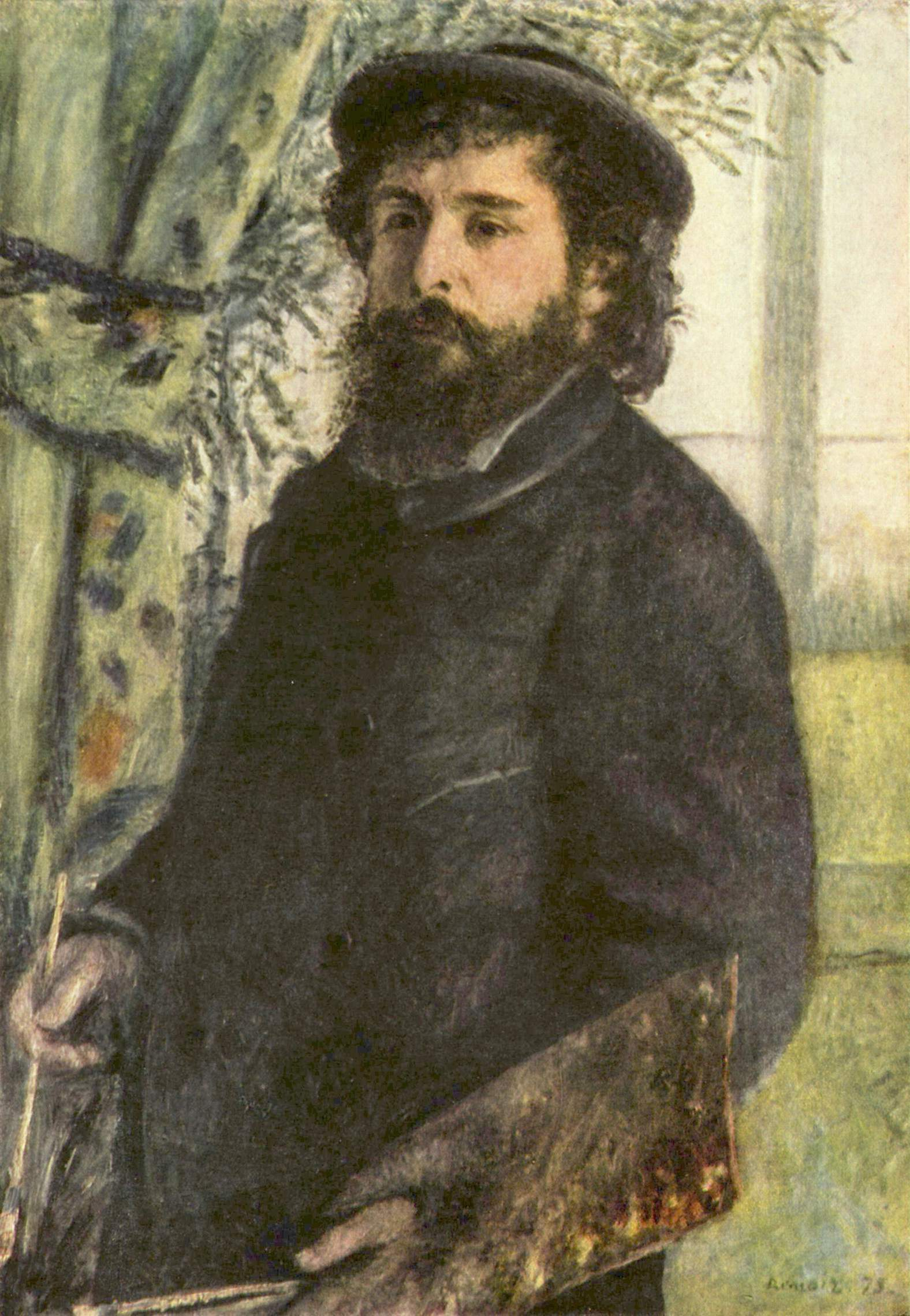
Pierre-Auguste Renoir: Bildnis Claude Monet, 1875

Das 83 × 67 cm große Gemälde zeigt ein Halbporträt des Malers Édouard Manet. In diesem Selbstbildnis als Maler stellte er sich als modischen Boulevardier vor einem dunklen Hintergrund dar. Der Abgebildete trägt eine schwarze Melone und ein braunes Jackett, darunter ein weißes Hemd, von dem nur der Kragen zu sehen ist. Den Brustausschnitt der Anzugjacke bedeckt eine schwarze Seidenkrawatte, die von einer Krawattennadel fixiert wird. In der linken, nur undeutlich dargestellten Hand hält er einen langen Holzpinsel mit roter Farbe auf den Borsten, die rechte Hand hält eine Palette sowie drei weitere Pinsel. Auf weitere Accessoires wird verzichtet. Die Figur wird von rechts beleuchtet, wodurch die Schattenbildungen unterhalb des rechten Armes sowie in der linken Gesichtshälfte entstehen. Durch die leicht nach links gedreht erscheinende Haltung ist die linke Körperhälfte zudem dunkler als die vordere, rechte Körperhälfte. Der Blick des Malers ist nach vorn auf den Betrachter gerichtet. Da Manet allerdings mit ziemlicher Sicherheit kein Linkshänder war, ist das Bild des Malers ein Abbild in Form einer seitenverkehrten Darstellung, wie sie in einem Spiegelbild erscheint.

## Entstehung und Deutung
Wie durch Röntgenanalysen festgestellt wurde, übermalte Édouard Manet mit seinem Selbstporträt mit Palette ein Profilbildnis seiner Frau Suzanne. Sie war in diesem Bild in einer ähnlichen Pose dargestellt wie im Gemälde Madame Manet am Klavier (1868, Musée d’Orsay).
Die Datierung des Bildes geht auf Manets Freund Théodore Duret zurück, der nach Manets Tod hierzu Léon Leenhoff, den Sohn von Manets Frau befragte. Zudem verwendete Manet die Anzugjacke im Selbstporträt mit Palette ebenfalls im 1879 entstandenen Gemälde Beim Père Lathuille, im Freien für die Darstellung des Sohnes des Restaurantbesitzers.
Als Vorbild für das Selbstporträt mit Palette wird das Gemälde Las Meninas aus dem Jahr 1656 von Diego Velázquez betrachtet, in dem sich der Künstler ebenfalls mit Pinsel und Palette präsentiert. Hier steht der Maler allerdings im Hintergrund seines Ateliers, während den Vordergrund sein Modell einnimmt, die fünfjährige Margarita Teresa von Spanien mit ihren Bediensteten. Manet übernahm daraus die Pose des Malers und die Malutensilien, wodurch er, anders als Velázquez, sich selbst zum thematischen Zentrum des Bildes machte. Zugleich ist er jedoch aktiv und überlässt die Ausgestaltung seiner Umgebung sowie die Vorstellung eines im Entstehen begriffenen Gemäldes der Phantasie des Betrachters. Manet selbst malte den spanischen Maler in einer Atelierszene zwischen 1865 und 1870 in einer dem Selbstporträt Velasquez’ ähnlichen Pose.
Üblicherweise trugen und tragen Maler bei der Arbeit keine Ausgehkleidung, da diese durch die Ölfarben zu leicht verschmutzt werden könnte. Manets Selbstbildnis als Maler in modischer Stadtkleidung hat verschiedene Vorbilder. Bereits Velázquez trägt im Gemälde Die Hoffräulein eine kostbare, bei Hof übliche Kleidung. 1870 saß Manet dem Maler Henri Fantin-Latour im Gemälde Un atelier aux Batignolles ebenfalls als gutgekleideter Künstler Modell. Auch das Tragen eines Hutes in einem Innenraum hatte bei der Darstellung eines Malers ein unmittelbares Vorbild. So porträtierte Pierre-Auguste Renoir seinen Malerkollegen Claude Monet bereits 1875 mit Anzug und Hut. So wie Velázquez durch seine Kleidung seine Nähe zum spanischen Hof unterstreicht, zeigt Manets Kleidung seine Rolle als modischer und erfolgreicher Pariser Künstler, „der nicht nur in seiner künstlerischen Haltung, sondern auch in seinem Auftreten und Aussehen vollkommen dem Modell des ‚peintre de la vie moderne‘ von Baudelaire entspricht“.
Auffällig in dem Gemälde ist die unfertig wirkende linke Hand mit dem Pinsel des Malers. Victor Stoichiţă erkennt hier eine Absicht Manets und interpretiert sie folgendermaßen: „Obschon es ein Malakt ist, der hier gezeigt wird, dreht sich die Malerei um sich selbst wie ein Wirbelwind.“ Nach Françoise Cachin erkläre sich diese Gestaltung mit der Intention, das Licht und die Gedanken auf die wesentlichen Aspekte des Bildes zu konzentrieren. Suzanne Manet, die Ehefrau des Künstlers, bezeichnete allerdings sowohl dieses Bild als auch das Selbstporträt mit Käppchen (frz. Autoportrait, 1878/79) als Skizzen.
Bereits 1870 schuf der Malerkollege und Freund Manets ein Bild mit dem Titel Un atelier aux Batignolles, in dem er Manet malend in der Runde seiner Freunde und Bewunderer darstellte. Auf diesem Gemälde sitzt Manet vor der Staffelei, den Pinsel mit der rechten Hand führend. Fantin-Latour wollte mit dem in akademischer Malweise ausgeführten Bild die Ernsthaftigkeit der Arbeit Manets sowie der jungen Generation französischer Künstler zum Ausdruck bringen. Dieser Plan scheiterte allerdings und führte zu Spott über die zentrale Position Manets inmitten seiner Bewunderer, der in einer zeitgenössischen Karikatur in Le Journal amusant seinen Ausdruck fand; dort wurde Manet verglichen mit Jesus in der Mitte seiner Jünger. Weitere Gemälde Henri Fantin-Latours, auf denen Manet dargestellt ist, waren unter anderem ein Porträt aus dem Jahre 1867 und die Hommage à Delacroix von 1864, in der er auch sich selbst abbildete und weitere Maler seiner Generation vor dem Porträt Eugène Delacroixs versammelte.

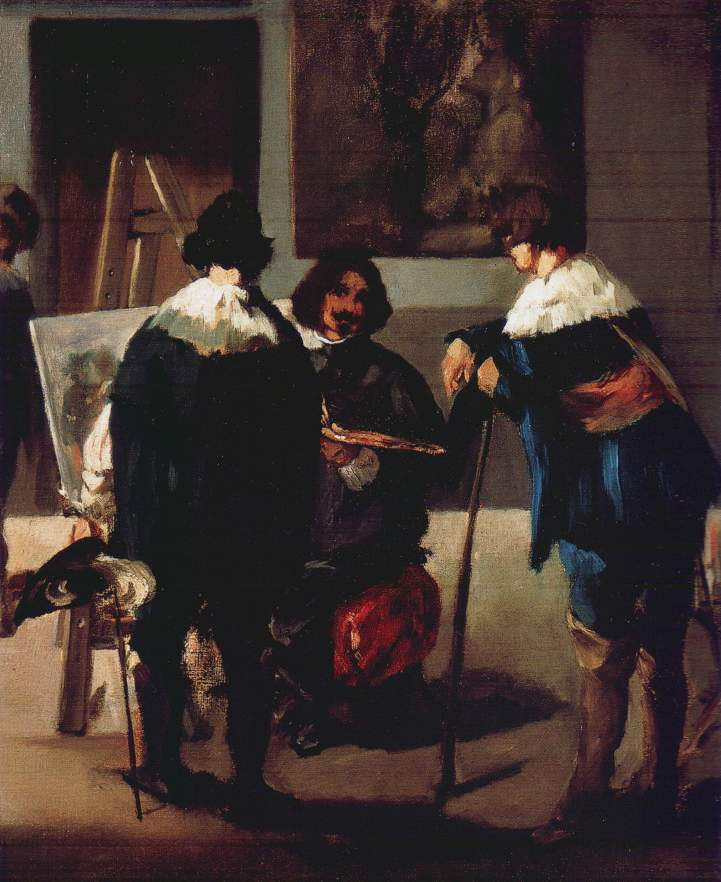
Édouard Manet: Velasquez im Atelier, 1865–1870
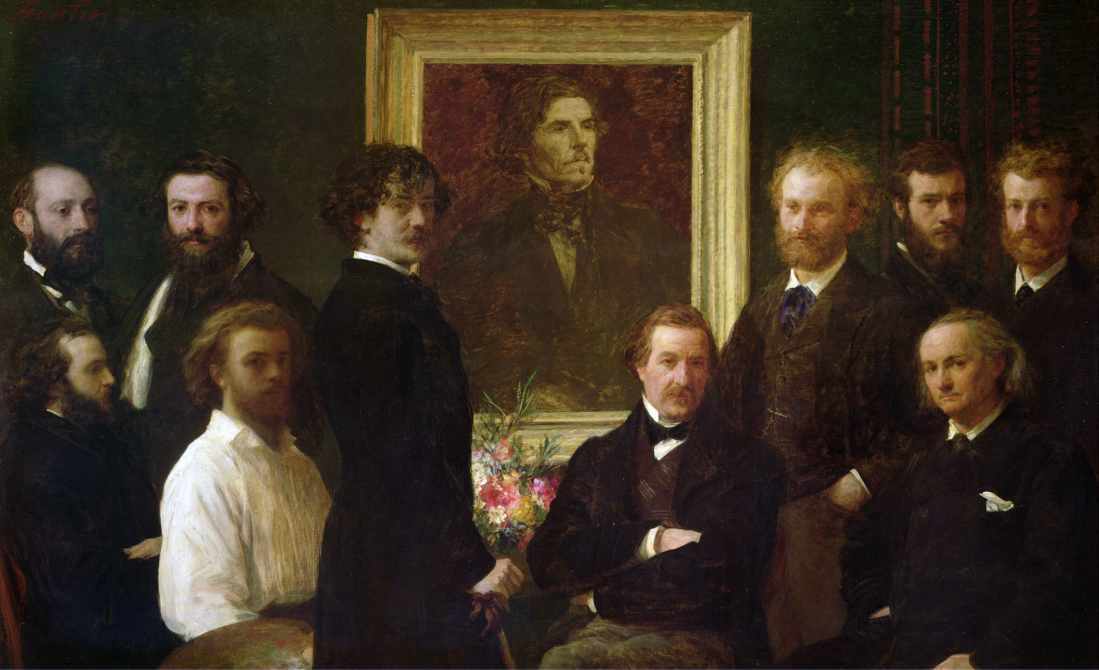
Henri Fantin-Latour: Hommage à Delacroix, 1864
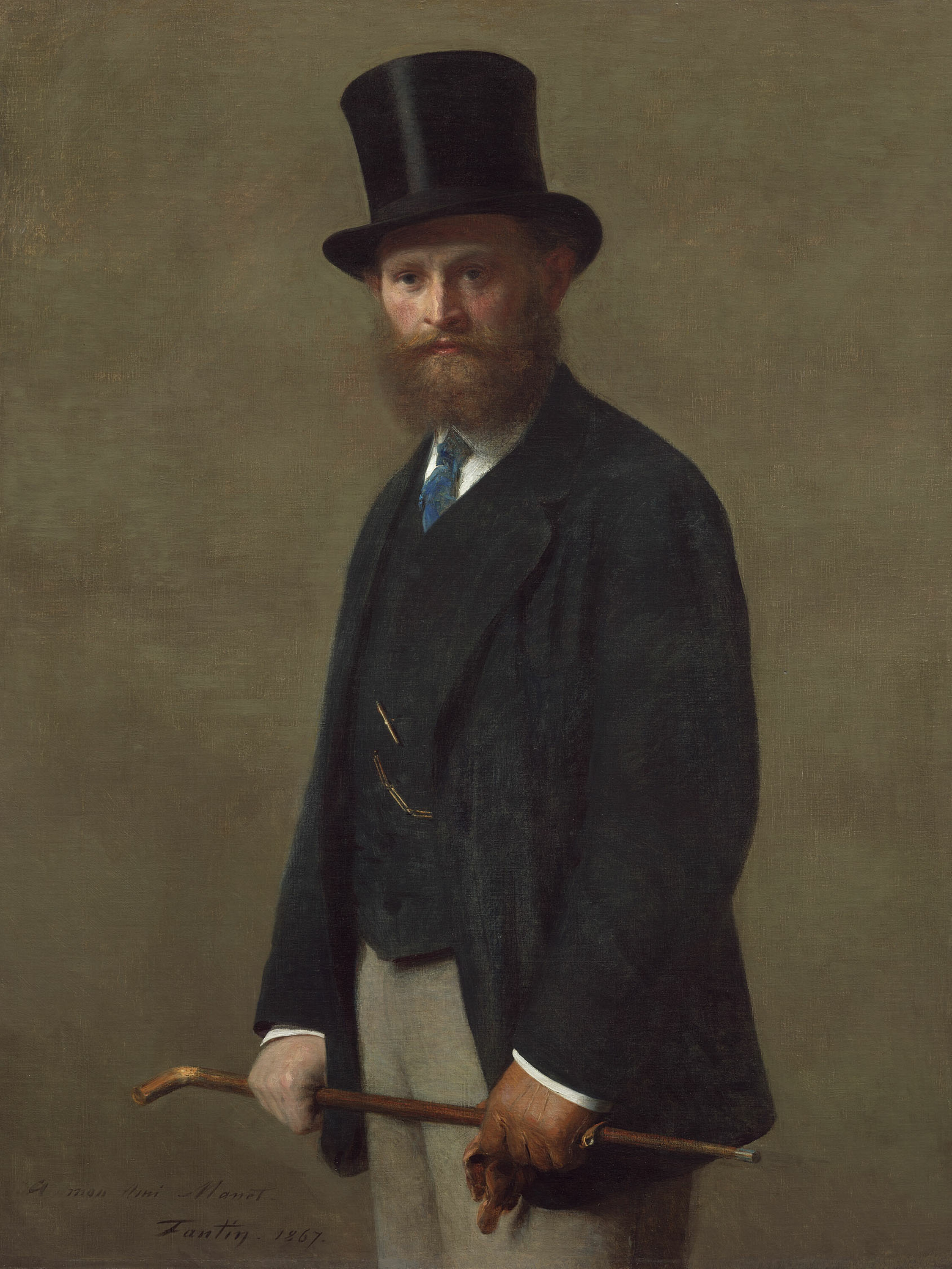
Henri Fantin-Latour: Portrait d’Edouard Manet, 1867
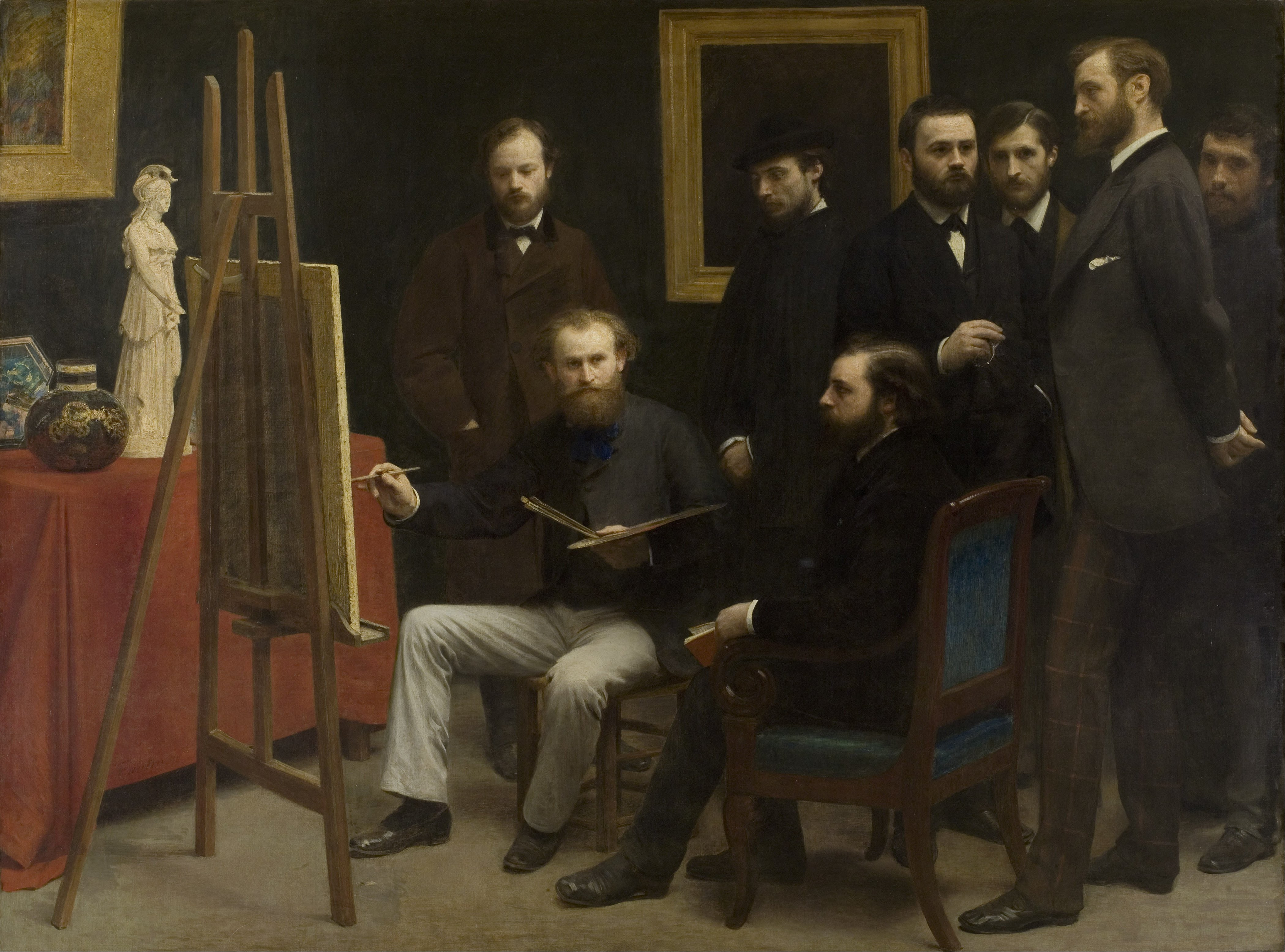
Henri Fantin-Latour: Un atelier aux Batignolles, 1870

## Einordnung in das Gesamtwerk

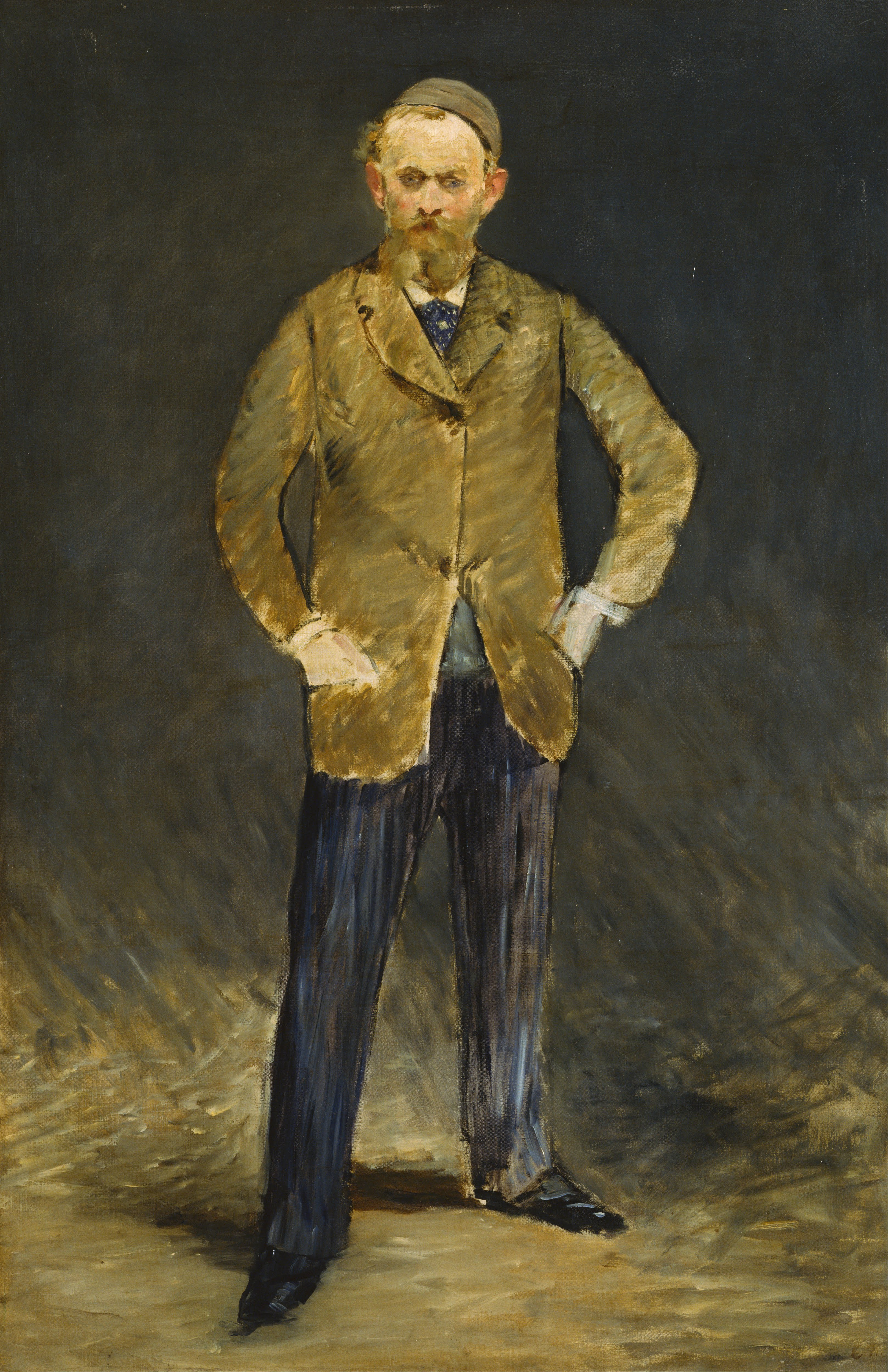
Selbstporträt mit Käppchen, 1878/79

Das Selbstporträt mit Palette ist das einzige Selbstporträt Manets, in dem er sich als Künstler darstellte. Darüber hinaus stellte er sich noch in weiteren Gemälden selbst dar: Der Fischfang (frz. La pêche, 1860/61), Musik im Tuileriengarten (frz. Musique aux Tuileries, 1862) und Maskenball in der Oper (Bal Masqué à l’Opéra, 1873); auf diesen Bildern zeigte er sich allerdings nicht im Vordergrund, sondern als Teil einer Gesamtkomposition. 
Nur das etwa zur gleichen Zeit entstandene Selbstporträt mit Käppchen, ein Ganzporträt, wird als weiteres echtes Selbstbildnis verstanden. Es hängt heute im Artizon Museum in Tokio. Die zeitliche Nähe der beiden Gemälde lässt auf einen direkten Zusammenhang zwischen ihnen schließen, sie werden entsprechend als zwei Stadien eines Werkvorgangs interpretiert. Im ersten Bild, dem Selbstporträt mit Palette, ist der Malakt selbst dargestellt, erkennbar an der aktiven und in den Vordergrund gerückten Geste des Malers. Das Ganzporträt zeigt den Maler dagegen in einem deutlichen Abstand zum Betrachter. Nach Éric Darragon scheint es, als nehme der Maler „Abstand, um sein Gemälde zu beurteilen“.
Nach Manets Tod hingen die beiden Bilder zu beiden Seiten des 1877 entstandenen Gemäldes Jean-Baptiste Faure in der Rolle des Hamlet. Stoichiţă zieht aus dieser Anordnung den Schluss, dass durch die Wahl des spanisch wirkenden Gemäldes eine erneute Parallele zu Velázquez entstehen sollte, wobei die Aussage einer Platzierung neben der Präsentationsrolle Faures als Hamlet allerdings darin liegen könnte, dass mit den Selbstporträts Manet in der Rolle von Manet dargestellt werden sollte. Nach Juliet Wilson-Bareau wurden die Bilder aber wahrscheinlich nicht von Manet selbst so arrangiert; sie geht vielmehr davon aus, dass Léon Leenhoff die Bilder rahmen ließ und dann zu beiden Seiten des Faure-Gemäldes aufhing.

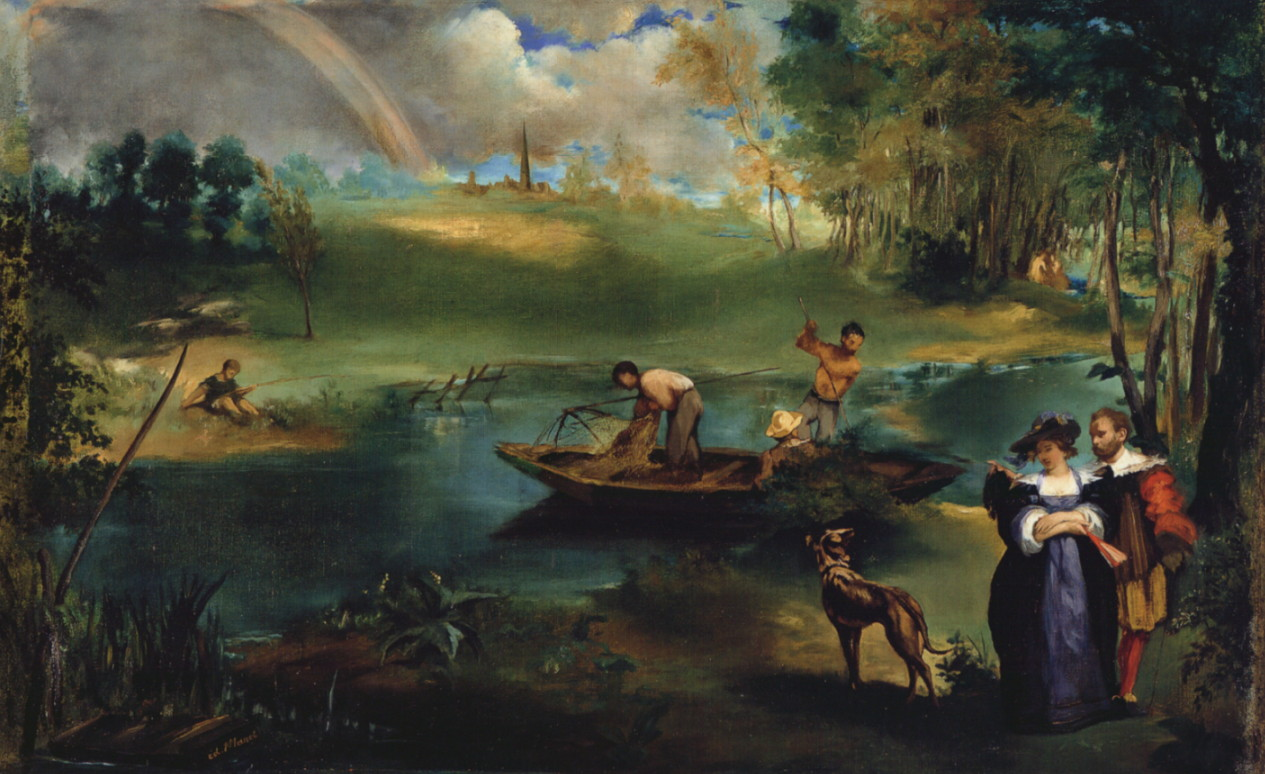
Der Fischfang, 1860/61
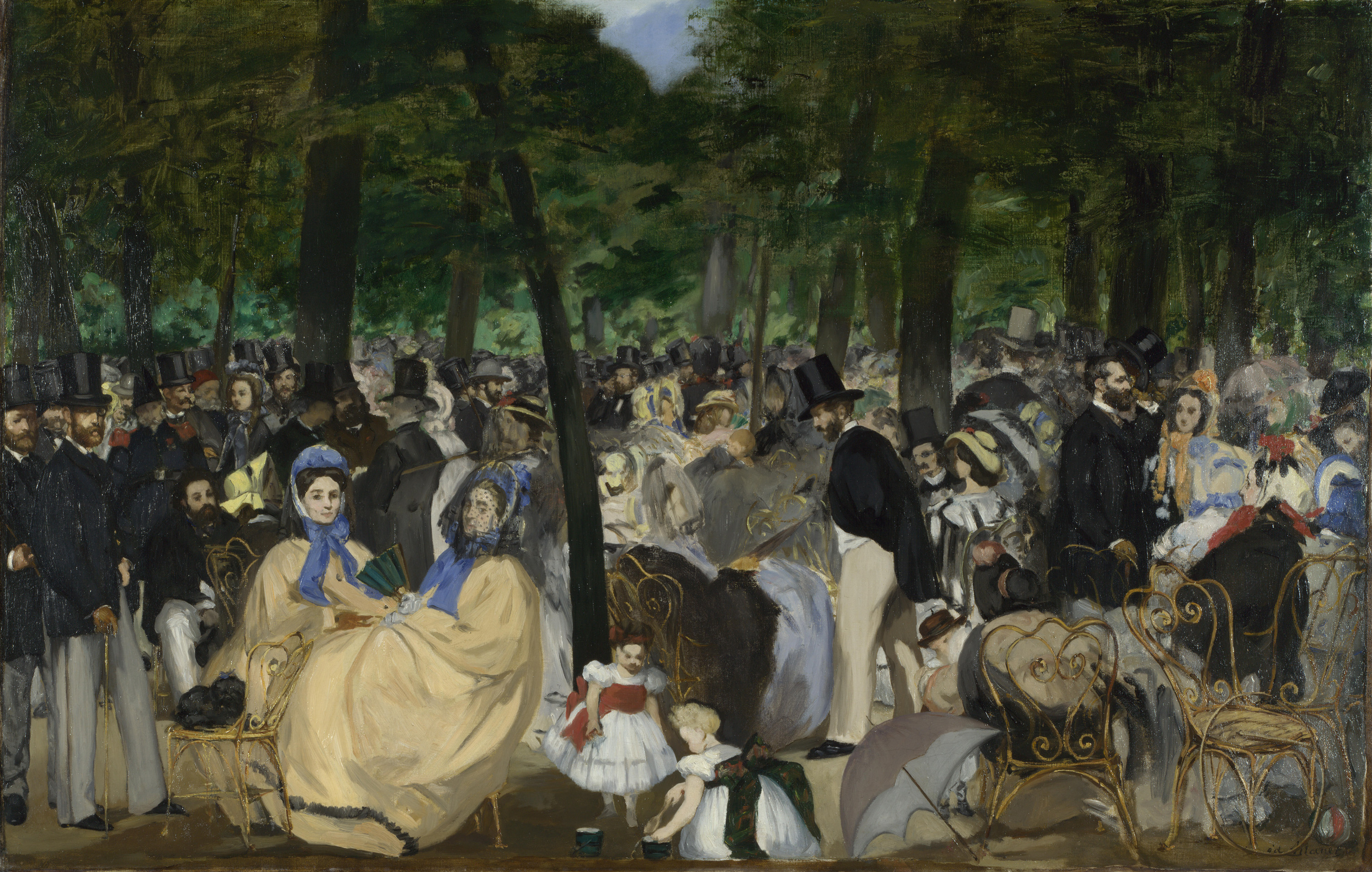
Musik im Tuileriengarten, 1862
Maskenball in der Oper, 1873
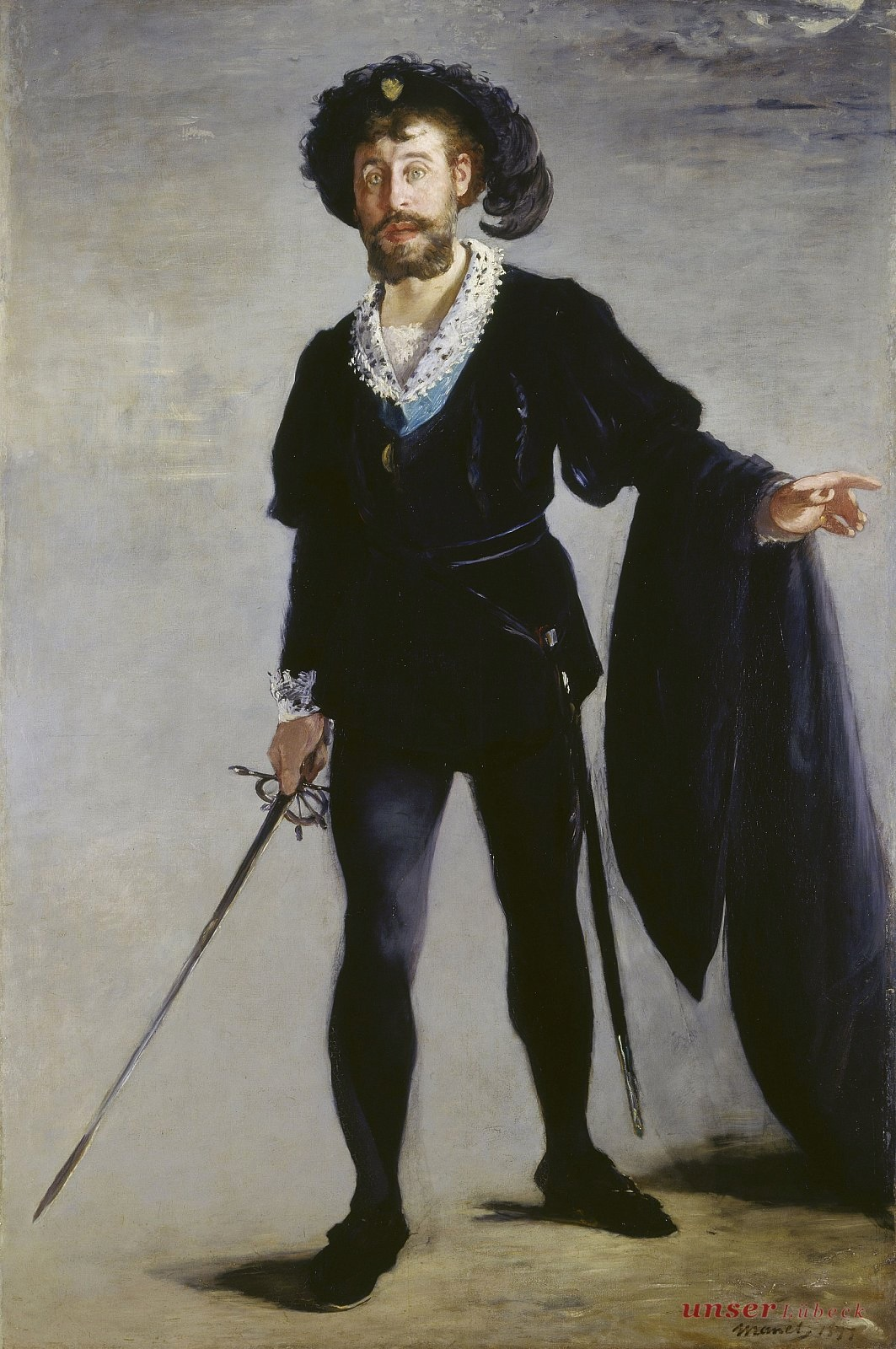
Jean-Baptiste Faure in der Rolle des Hamlet, 1877
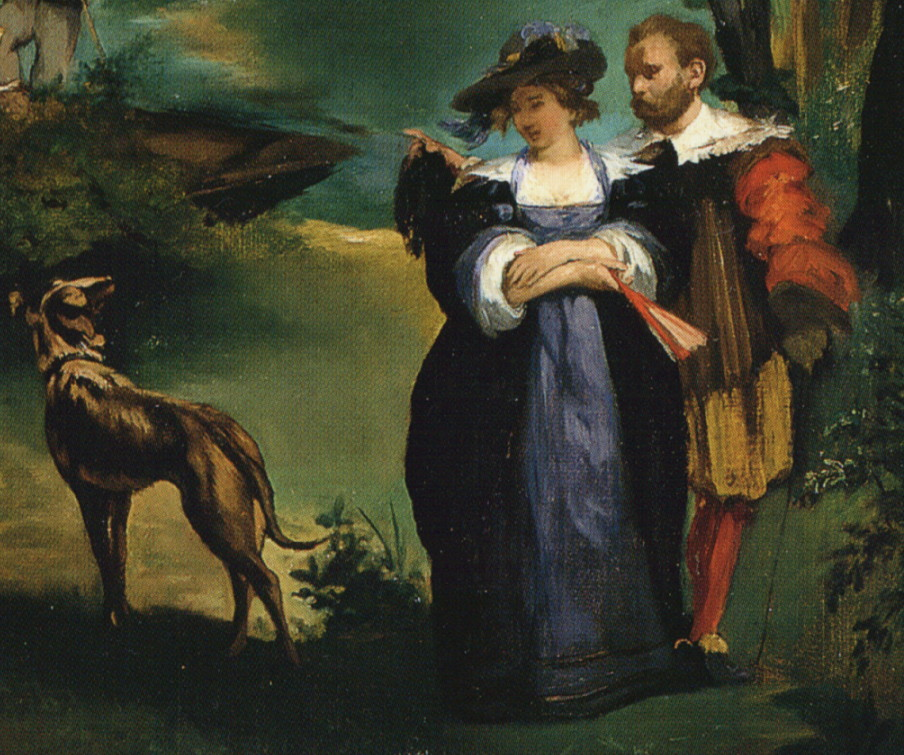
Der Fischfang (Detail), Manet gemeinsam mit seiner späteren Ehefrau Suzanne
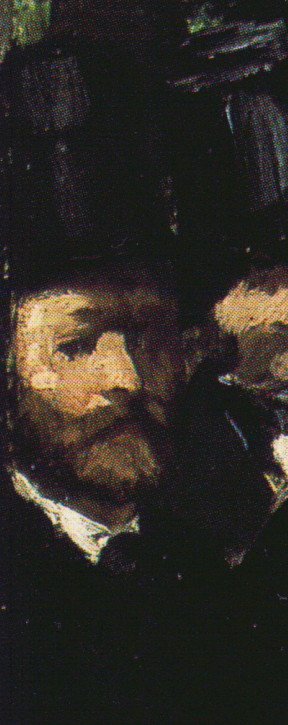
Musik im Tuileriengarten (Detail)
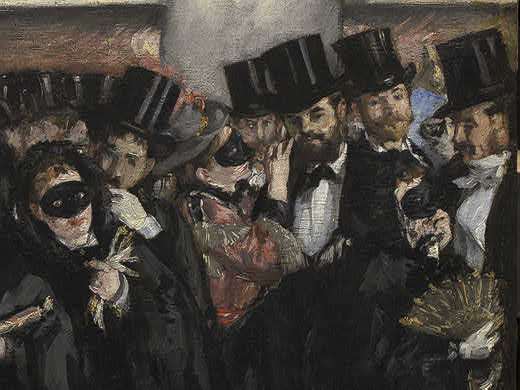
Maskenball in der Oper (Detail), Manet ist der Mann mit dem blonden Bart
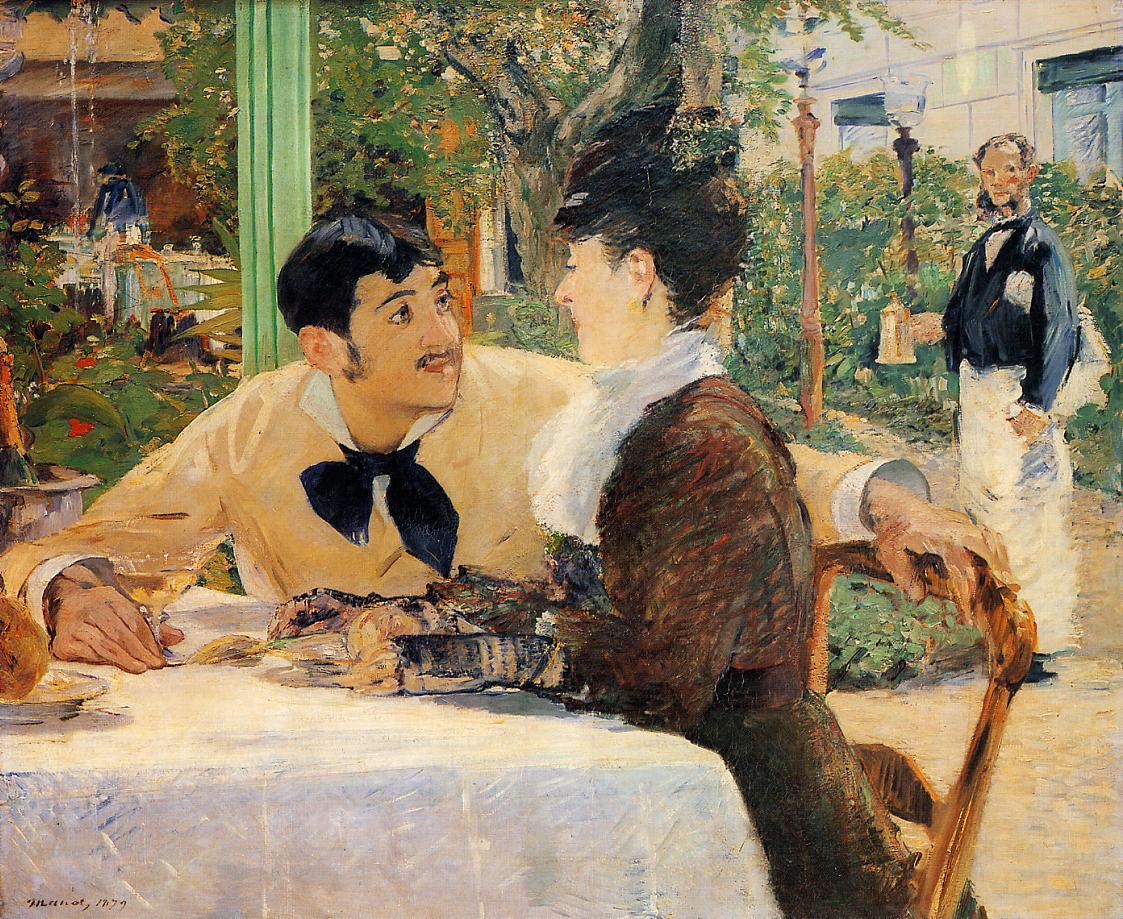
Beim Père Lathuille, im Freien, 1879, fast gleichzeitige Verwendung der Anzugjacke

## Rezeption
In der Bedeutung wurde das Gemälde sehr häufig als von geringerem künstlerischen Wert eingeschätzt. Der Kritiker Étienne Moreau-Nélaton schrieb 1926 sinngemäß: „Diese Arbeit wie auch der andere Versuch wird von einer gewissen Kälte verdorben. Zuviel Feuer führt die Hand, sie malt hier so frei, daß sich der Maler unmöglich ernsthaft auf sich selbst als Gegenstand konzentrieren kann.“ Andererseits betonte Theodore Reff 1982 die Bedeutung der Entscheidung Manets, sich zum Höhepunkt seiner Karriere mit zwei Selbstporträts einem Genre zu nähern, das er bislang nie versucht hatte. Vor allem die gewählte Kleidung, in beiden Fällen ein modischer Anzug, drücke aus, dass sich Manet als Teil des zeitgenössischen und modernen Lebens sah, nach Théodore Duret gehörte er zur „Pariser Prominenz“ und war sich dessen auch bewusst.
Wilson-Bareau liefert eine alternative Erklärung für die Entstehung der Selbstporträts. Nach Adolphe Tabarant befragte der Zeitgenosse Théodore Duret Léon Leenhoff nach dem Zeitpunkt, an dem Manet von seiner Syphilis-Erkrankung erfahren habe. Leenhoff gab als Antwort das Jahr 1879 an, wodurch erklärbar wird, dass Manet, der ansonsten in seinem Leben nie an einem Selbstporträt gearbeitet hat, in diesem Jahr zwei Bilder dieses Genres gemalt hat. Offensichtlich wollte er, da er nun die eigene Sterblichkeit vor Augen hatte, sich nochmals mit sich selbst beschäftigen.

## Provenienz
Das Selbstporträt mit Palette wurde zu Manets Lebzeiten nicht verkauft und ging nach seinem Tod in den Besitz seiner Witwe Suzanne über. In der Nachlassauktion im Jahre 1884 wurden beide Selbstporträts allerdings nicht versteigert, Manets Frau wollte sich wahrscheinlich erst 1897 von ihnen auf Anraten von Antonin Proust trennen, der ihr in einem Schreiben vom 10. Mai 1897 darlegte, dass weder Jean-Baptiste Faure noch Auguste Pellerin an den Bildern interessiert seien.
Am 2. Februar 1899 vermachte Suzanne Manet die Bilder ihrer Schwester Martina Leenhoff, wahrscheinlich um ihr damit aus finanziellen Schwierigkeiten zu helfen. Im gleichen Jahr versuchten Frau Manet und Proust erneut, die beiden Bilder zu verkaufen, interessiert waren der deutsche Kunsthändler Hermann Paechter sowie der Franzose Ambroise Vollard. Paechter erhielt beide Bilder im gleichen Jahr zum Preis von 6.000 Francs für das Selbstporträt mit Käppchen und nur 1.000 Francs für das Selbstporträt mit Palette. Im Ausstellungskatalog von Théodore Duret aus dem Jahr 1902 erschien das Bild allerdings als Besitz von Pellerin.
Kurz danach ging das Selbstporträt mit Käppchen an Max Linde in Lübeck, dem Augenarzt Edvard Munchs. Eventuell wurde der norwegische Maler Munch durch dieses Porträt zu eigenen Ganzporträts inspiriert, die er am Anfang des 20. Jahrhunderts unter anderem von seinem Psychiater Daniel Jacobson (1909) anfertigte und die in Stil und Stimmung dem Manetbild nahe kamen.
Im Mai 1910 tauchte das Selbstporträt mit Palette in einer Ausstellung in der Galerie Georges Petit in Paris auf und wurde als Leihgabe der Witwe des Marquis Etienne de Ganay deklariert. Bereits einen Monat später wurde es dann auf einer Ausstellung der Galeristen Paul Durand-Ruel, Bernheim-Jeune und Paul Cassirer zusammen mit allen ehemals im Besitz von Pellerin befindlichen Manet-Bildern gezeigt. Pellerin hatte seine Sammlung an die Händler, das Selbstporträt mit Palette allerdings wahrscheinlich bereits vorher an Madame de Ganay verkauft, und gemeinsam mit ihm wollten sie die ehemalige Sammlung Pellerin vollständig zeigen. Madame de Ganay besaß das Gemälde auch noch in den 1920er Jahren, 1931 gehörte es allerdings dem Berliner Bankier und Präsidenten der Darmstädter und Nationalbank Jakob Goldschmidt. Goldschmidt emigrierte 1936 mitsamt der Sammlung nach New York City und starb dort 1955. Im Jahre 1958 kaufte J. Summers das Gemälde für 65.000 Pfund Sterling.
Später erwarb das Sammlerehepaar John und Frances L. Loeb aus New York das Bild für 176.800 US-Dollar. Bei der Versteigerung der Sammlung Loeb am 12. Mai 1997 bei Christie’s ging das Gemälde für 18,7 Millionen US-Dollar an einen zunächst anonymen Bieter. Seinerzeit war dies der zweithöchste je für einen Manet gezahlte Preis. Als neuer Besitzer gab sich kurze Zeit später der Casinobesitzer Steve Wynn zu erkennen, der das Bild in den Folgejahren in seinen Hotels Bellagio und Wynn Las Vegas ausstellte. Seit März 2005 war es Teil der Sammlung Steven A. Cohen. Cohen lieferte das Gemälde 2010 bei Sotheby’s zur Auktion ein, in dessen Londoner Filiale es am 22. Juni des Jahres für 22,4 Millionen Britische Pfund an den New Yorker Kunsthändler Franck Giraud versteigert wurde. Der erzielte Betrag war zu dieser Zeit der höchste je für ein Kunstwerk Manets gezahlte Preis.

## Kopie
Der Neffe des Künstlers, Edouard Vibert (1867–1899), fertigte kurz vor seinem Tod eine Reihe von Kopien verschiedener Manet-Gemälde für Madame Manet als Erinnerung an die Bilder an, die sie nach dem Tod des Künstlers verkaufen musste. Um die Jahrhundertwende zum 20. Jahrhundert tauchte im Kunsthandel auch eine Kopie des Selbstporträts mit Palette auf, die ihm zugeschrieben wurde.